# Hardcastle and McCormick
Hardcastle and McCormick (conocida en español como Dos contra el crimen en España, Chile y Uruguay y El auto rojo en Argentina) es una serie de televisión estadounidense de acción, crimen y drama que se emitió en ABC desde el 18 de septiembre de 1983 hasta el 5 de mayo de 1986. La serie está protagonizada por Brian Keith como el juez Milton C. Hardcastle y Daniel Hugh Kelly como el exconvicto y piloto de automovilismo Mark «Skid» McCormick.

## Premisa
El juez del Tribunal Superior del condado de Los Ángeles, Milton C. Hardcastle, es un juez excéntrico conocido por ser estricto con la ley tanto en sus funciones como con los acusados. Mientras se prepara para su jubilación, se da cuenta de que hay cajones de archivos llenos de 200 personas que escaparon de recibir condena debido a tecnicismos legales. Inspirado por su héroe de la infancia, El Llanero Solitario, Hardcastle desea que los criminales respondan por sus crímenes.
Mark McCormick es un ladrón de coches astuto e inteligente. Se enfrenta a un largo encarcelamiento por su último robo, un prototipo de automóvil deportivo llamado Coyote X, diseñado por su mejor amigo asesinado. Juntos, el juez y el ladrón de coches llegan a un acuerdo en el que Hardcastle ayuda a McCormick a atrapar al asesino y McCormick acepta trabajar (durante su libertad condicional) como agente del juez. Además, a McCormick se le permite quedarse con el Coyote, que demuestra ser un excelente vehículo de persecución para sus necesidades.

## Reparto
- Brian Keith como el juez Milton C. Hardcastle.
- Daniel Hugh Kelly como «Skid» Mark McCormick.
- Mary Jackson como Sarah Wicks (1983).
- John Hancock como el teniente Michael Delaney (1984-85).
- Ed Bernard como el teniente Bill Giles (1984-1985).
- Joe Santos como el teniente Frank Harper (1985-1986).
- John Ashley como narrador durante la apertura de la serie.

## Episodios

### Temporada 1 (1983-84)
| N.º en serie | N.º en temp. | Título                                            | Dirigido por         | Escrito por                           | Fecha de emisión original |
| ------------ | ------------ | ------------------------------------------------- | -------------------- | ------------------------------------- | ------------------------- |
| 12           | 12           | «Rolling Thunder»                                 | Roger Young          | Patrick Hasburgh & Stephen J. Cannell | 18 de septiembre de 1983  |
| 3            | 3            | «Man in a Glass House»                            | Guy Magar            | Stephen J. Cannell                    | 25 de septiembre de 1983  |
| 4            | 4            | «The Crystal Duck»                                | Bruce Kessler        | Stephen Katz                          | 2 de octubre de 1983      |
| 5            | 5            | «Goin' Nowhere Fast»                              | Guy Magar            | Patrick Hasburgh                      | 9 de octubre de 1983      |
| 6            | 6            | «The Black Widow»                                 | Richard Compton      | Stephen J. Cannell                    | 16 de octubre de 1983     |
| 7            | 7            | «The Boxer»                                       | Tony Mordente        | Patrick Hasburgh                      | 23 de octubre de 1983     |
| 8            | 8            | «Once Again with Vigorish»                        | Arnold Laven         | Patrick Hasburgh                      | 30 de octubre de 1983     |
| 9            | 9            | «Killer B's»                                      | Ron Satlof           | Stephen Katz                          | 6 de noviembre de 1983    |
| 10           | 10           | «The Prince of Fat City»                          | Tony Mordente        | Patrick Hasburgh                      | 13 de noviembre de 1983   |
| 11           | 11           | «Hotshoes»                                        | Richard Compton      | Patrick Hasburgh                      | 20 de noviembre de 1983   |
| 12           | 12           | «Flying Down to Rio»                              | Tony Mordente        | Stephen Katz                          | 4 de diciembre de 1983    |
| 13           | 13           | «Just Another Round of That Old Song»             | Allen Reisner        | Patrick Hasburgh                      | 11 de diciembre de 1983   |
| 14           | 14           | «Third Down and Twenty Years to Life»             | Georg Stanford Brown | Evan Lawrence                         | 1 de enero de 1984        |
| 15           | 15           | «Whistler's Pride»                                | Tony Mordente        | Stephen Katz                          | 8 de enero de 1984        |
| 16           | 16           | «Mr. Hardcastle Goes to Washington»               | Arnold Laven         | Patrick Hasburgh                      | 15 de enero de 1984       |
| 17           | 17           | «School for Scandal»                              | Tony Mordente        | Tom Blomquist                         | 29 de enero de 1984       |
| 18           | 18           | «The Georgia Street Motors»                       | Joseph Manduke       | Shel Willens                          | 5 de febrero de 1984      |
| 19           | 19           | «The Homecoming: Part One»                        | Tony Mordente        | Patrick Hasburgh                      | 4 de marzo de 1984        |
| 20           | 20           | «The Homecoming: Part Two»                        | Bruce Kessler        | Patrick Hasburgh                      | 11 de marzo de 1984       |
| 21           | 21           | «Did You See the One that Got Away?»              | Ron Satlof           | Lawrence Hertzog                      | 18 de marzo de 1984       |
| 22           | 22           | «Really Neat Cars and Guys with a Sense of Humor» | Ron Satlof           | Lawrence Hertzog                      | 25 de marzo de 1984       |
| 23           | 23           | «Scared Stiff»                                    | Tony Mordente        | Tom Blomquist                         | 1 de abril de 1984        |

### Temporada 2 (1984-85)
| N.º en serie | N.º en temp. | Título                                             | Dirigido por      | Escrito por                                                                                | Fecha de emisión original |
| ------------ | ------------ | -------------------------------------------------- | ----------------- | ------------------------------------------------------------------------------------------ | ------------------------- |
| 24           | 1            | «Outlaw Champion»                                  | Leo Penn          | Patrick Hasburgh                                                                           | 23 de septiembre de 1984  |
| 25           | 2            | «Ties My Father Sold Me»                           | Ron Satlof        | Patrick Hasburgh                                                                           | 30 de septiembre de 1984  |
| 26           | 3            | «You Would Cry, Too, If It Happened to You»        | Tony Mordente     | Lawrence Hertzog                                                                           | 7 de octubre de 1984      |
| 27           | 4            | «D-Day»                                            | Bruce Kessler     | Lawrence Hertzog                                                                           | 14 de octubre de 1984     |
| 28           | 5            | «Never My Love»                                    | Bruce Kessler     | Thomas E. Szollosi & Richard Christian Matheson                                            | 28 de octubre de 1984     |
| 29           | 6            | «Whatever Happened to Guts?»                       | Michael Hiatt     | Thomas E. Szollosi & Richard Christian Matheson                                            | 4 de noviembre de 1984    |
| 30           | 7            | «You and the Horse You Rode in On»                 | Patrick Hasburgh  | Patrick Hasburgh                                                                           | 18 de noviembre de 1984   |
| 31           | 8            | «One of the Girls from Accounting»                 | Bruce Kessler     | Stephen J. Cannell                                                                         | 25 de noviembre de 1984   |
| 32           | 9            | «It Coulda Been Worse, She Coulda Been a Welder»   | Tony Mordente     | Lawrence Hertzog                                                                           | 2 de diciembre de 1984    |
| 33           | 10           | «Hate the Picture, Love the Frame»                 | Dennis Donnelly   | Erica Byrne                                                                                | 9 de diciembre de 1984    |
| 34           | 11           | «Pennies from a Dead Man's Eyes»                   | Tony Mordente     | Marianne Clarkson                                                                          | 31 de diciembre de 1984   |
| 35           | 12           | «There Goes the Neighborhood»                      | Ron Satlof        | Lawrence Hertzog                                                                           | 7 de enero de 1985        |
| 36           | 13           | «Too Rich and Too Thin»                            | Michael J. Kane   | Guion de: Ross Thomas Guion e historia de: Richard Christian Matheson & Thomas E. Szollosi | 14 de enero de 1985       |
| 37           | 14           | «What's So Funny?»                                 | Tony Mordente     | Patrick Hasburgh                                                                           | 21 de enero de 1985       |
| 38           | 15           | «Hardcastle, Hardcastle, Hardcastle and McCormick» | Lawrence Hertzog  | 4 de febrero de 1985                                                                       |                           |
| 39           | 16           | «The Long Ago Girl»                                | Richard A. Colla  | Stephen J. Cannell                                                                         | 11 de febrero de 1985     |
| 40           | 17           | «You Don't Hear the One that Gets You»             | Tony Mordente     | Lawrence Hertzog                                                                           | 18 de febrero de 1985     |
| 41           | 18           | «The Birthday Present»                             | Tony Mordente     | Stephen J. Cannell                                                                         | 25 de febrero de 1985     |
| 42           | 19           | «Surprise on Seagull Beach»                        | Michael O'Herilhy | Michael O'Herlihy                                                                          | 4 de marzo de 1985        |
| 43           | 20           | «Undercover McCormick»                             | Les Sheldon       | Marianne Clarkson                                                                          | 11 de marzo de 1985       |
| 44           | 21           | «The Game You Learn from Your Father»              | Kim Manners       | Patrick Hasburgh                                                                           | 18 de marzo de 1985       |
| 45           | 22           | «Angie's Choice»                                   | Bruce Kessler     | Thomas E. Szollosi & Richard Christian Matheson                                            | 1 de abril de 1985        |

### Temporada 3 (1985-86)
| N.º en serie | N.º en temp. | Título                                            | Dirigido por         | Escrito por                                                                                 | Fecha de emisión original |
| ------------ | ------------ | ------------------------------------------------- | -------------------- | ------------------------------------------------------------------------------------------- | ------------------------- |
| 46           | 1            | «She Ain't Deep, But She Sure Runs Fast»          | Tony Mordente        | Patrick Hasburgh                                                                            | 23 de septiembre de 1985  |
| 47           | 2            | «Faster Hearts»                                   | Charles Picerni      | Patrick Hasburgh                                                                            | 30 de septiembre de 1985  |
| 48           | 3            | «The Yankee Clipper»                              | Sigmund Neufeld, Jr. | Patrick Hasburgh                                                                            | 7 de octubre de 1985      |
| 49           | 4            | «Something's Going On on This Train»              | Tony Mordente        | Lawrence Hertzog                                                                            | 14 de octubre de 1985     |
| 50           | 5            | «The Career Breaker»                              | Kim Manners          | Stephen J. Cannell                                                                          | 28 de octubre de 1985     |
| 51           | 6            | «Do Not Go Gently»                                | Bruce Kessler        | Patrick Hasburgh                                                                            | 4 de noviembre de 1985    |
| 52           | 7            | «Games People Play»                               | Peter Kiwitt         | Historia de: Tony Michelman & Scott J. Schneid Guion de: Carol Mendelsohn & Larry Forrester | 11 de noviembre de 1985   |
| 53           | 8            | «Strangle Hold»                                   | Michael Switzer      | Marianne Clarkson                                                                           |                           |
| 54           | 9            | «You're Sixteen, You're Beautiful and You're His» | Kim Manners          | Lawrence Hertzog                                                                            | 25 de noviembre de 1985   |
| 55           | 10           | «Mirage a Trois»                                  | Sidney Hayers        | Marianne Clarkson                                                                           | 2 de diciembre de 1985    |
| 56           | 11           | «Conventional Warfare»                            | Sigmund Newfeld, Jr. | Steven L. Sears & Burt Pearl                                                                | 9 de diciembre de 1985    |
| 57           | 12           | «Duet for Two Wind Instruments»                   | Robert Bralver       | Lawrence Hertzog                                                                            | 16 de diciembre de 1985   |
| 58           | 13           | «If You Could See What I See»                     | Kim Manners          | Carol Mendelsohn                                                                            | 6 de enero de 1986        |
| 59           | 14           | «Hardcastle for Mayor»                            | Kim Manners          | Alan Cassidy                                                                                | 13 de enero de 1986       |
| 60           | 15           | «When I Look Back on All the Things»              | Steven Beers         | Lawrence Hertzog                                                                            | 3 de febrero de 1986      |
| 61           | 16           | «Brother, Can You Spare a Crime?»                 | James L. Conway      | Donald Ross                                                                                 | 10 de febrero de 1986     |
| 62           | 17           | «Round Up the Old Gang»                           | Tony Mordente        | Stephen Katz                                                                                | 1986 de febrero del 17    |
| 63           | 18           | «McCormick's Bar and Grill»                       | James S. Giritlian   | Jeff Ray                                                                                    | 24 de febrero de 1986     |
| 64           | 19           | «Poker Night»                                     | Michael J. Kane      | Marianne Clarkson                                                                           | 3 de marzo de 1986        |
| 65           | 20           | «In the Eye of the Beholder»                      | Daniel Hugh Kelly    | Daniel Hugh Kelly                                                                           | 17 de marzo de 1986       |
| 66           | 21           | «The Day the Music Died»                          | Charles Picerni      | Tom Blomquist                                                                               | 31 de marzo de 1986       |
| 67           | 22           | «A Chip Off the Ol' Milt»                         | Les Sheldon          | Carol Mendelsohn & Marianne Clarkson                                                        | 5 de mayo de 1986         |

## Producción

### Desarrollo
La premisa de la serie fue en cierta medida reciclada de una serie anterior de Cannell, Tenspeed and Brown Shoe. Fue creada por Patrick Hasburgh y Stephen J. Cannell, quienes actuaron como productores ejecutivos y producida por Stephen J. Cannell Productions para ABC.
Durante una entrevista a principios de la década de 1980, el productor Stephen J. Cannell se refirió a la serie que entonces estaba por estrenarse como Rolling Thunder.

### Música
El tema de apertura de la primera temporada fue «Drive», compuesta por Mike Post y Stephen Geyer y cantada por David Morgan. Durante los primeros 12 episodios de la segunda temporada, el tema principal fue «Back to Back», también compuesta por Post y Geyer, pero cantada por Joey Scarbury (quien también cantó el tema de Post y Geyer para The Greatest American Hero). Por demanda pública, sin embargo, el tema «Drive» se restableció en el episodio 13 y se mantuvo hasta la tercera temporada. Post y Pete Carpenter compusieron la música de la serie.

### «Coyote X» o «Cody Coyote»
El coche que conducía McCormick, el Coyote X, se construyó a partir de moldes personalizados basados en el McLaren M6GT. El Coyote X original fue moldeado, modificado y ensamblado por Mike Fennel y Unique Movie Cars. El morro, el parabrisas, las puertas y la parte inferior de la carrocería (menos las entradas ventrales) son representaciones fieles del McLaren; sin embargo, la cubierta trasera recortada era un componente personalizado que se convirtió en una característica de muchos kits de montaje de Manta Cars con ventanas traseras dañadas o removidas. Las diferencias más notables entre los Coyotes y los Mantas son los huecos de las ruedas, la altura y la forma del panel antivuelco y el hecho de que el Coyote tiene un clip frontal de una pieza que termina aproximadamente una pulgada antes y alrededor del parabrisas.
La mayoría de los automóviles fabricados para el programa fueron moldeados y ensamblados por Mike Fennel o Unique Movie Cars. Como muchos kit car de la época, el coche utiliza el chasis de un Volkswagen Beetle y el motor de un Porsche 914. Para la segunda y tercera temporada, los productores utilizaron un Coyote diferente que estaba basado en un DMC DeLorean, ya que Brian Keith tenía dificultades para entrar y salir del Coyote original.

El Coyote de la segunda y tercera temporada no se parece al Manta, ya que la parte delantera es más grande que la original, lo que hace que el coche parezca un coche con motor delantero. El automóvil principal de la primera temporada que se utilizó en la producción de Hardcastle and McCormick es propiedad de un propietario privado en Nueva York. El coche de acrobacias/derrape (usado en las tres temporadas) fue reconfigurado para el episodio piloto Knight Rider 2000, y luego se convirtió en el coche de exhibición de Jay Ohrberg, «Taz-Mobile». En abril de 2011, el auto de acrobacias/derrape fue vendido y enviado a Dallas, Texas, donde fue remodelado para devolverle su configuración Coyote anterior, conservando la mayor cantidad posible de las piezas originales del Coyote (en una colección privada). Solo se usaron un hero car de la primera temporada y un skid/stunt car en las tres temporadas y se usaron varios jump cars (montados en el asiento central, tipo buggy de dunas, ver foto del título). Un automóvil de la segunda y tercera temporada (con carrocería De Lorean) apareció brevemente en el sexto episodio de la quinta temporada de la comedia de situación Married... with Children.

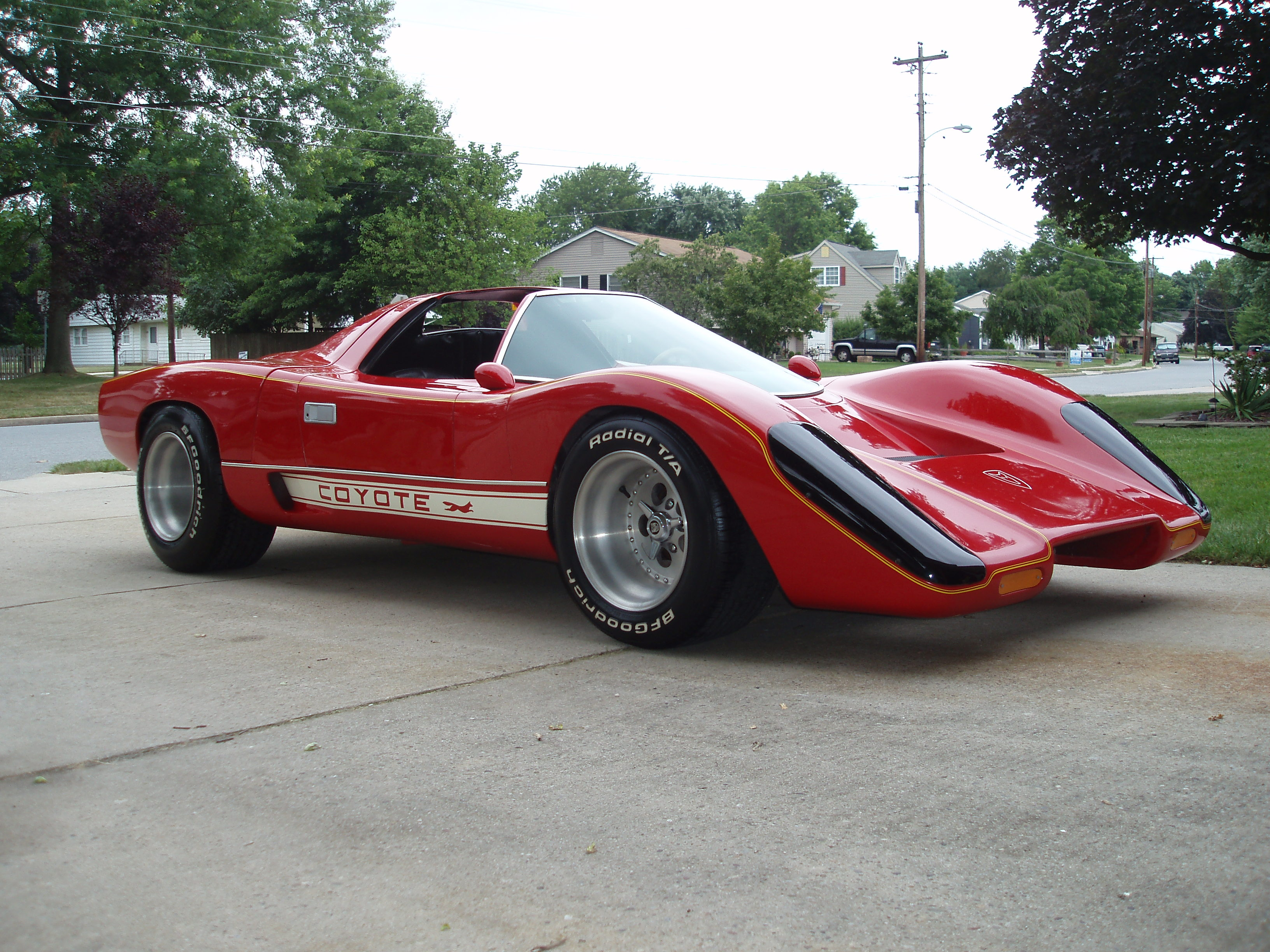
Coche de la primera temporada, propiedad de un coleccionista privado en Nueva York.
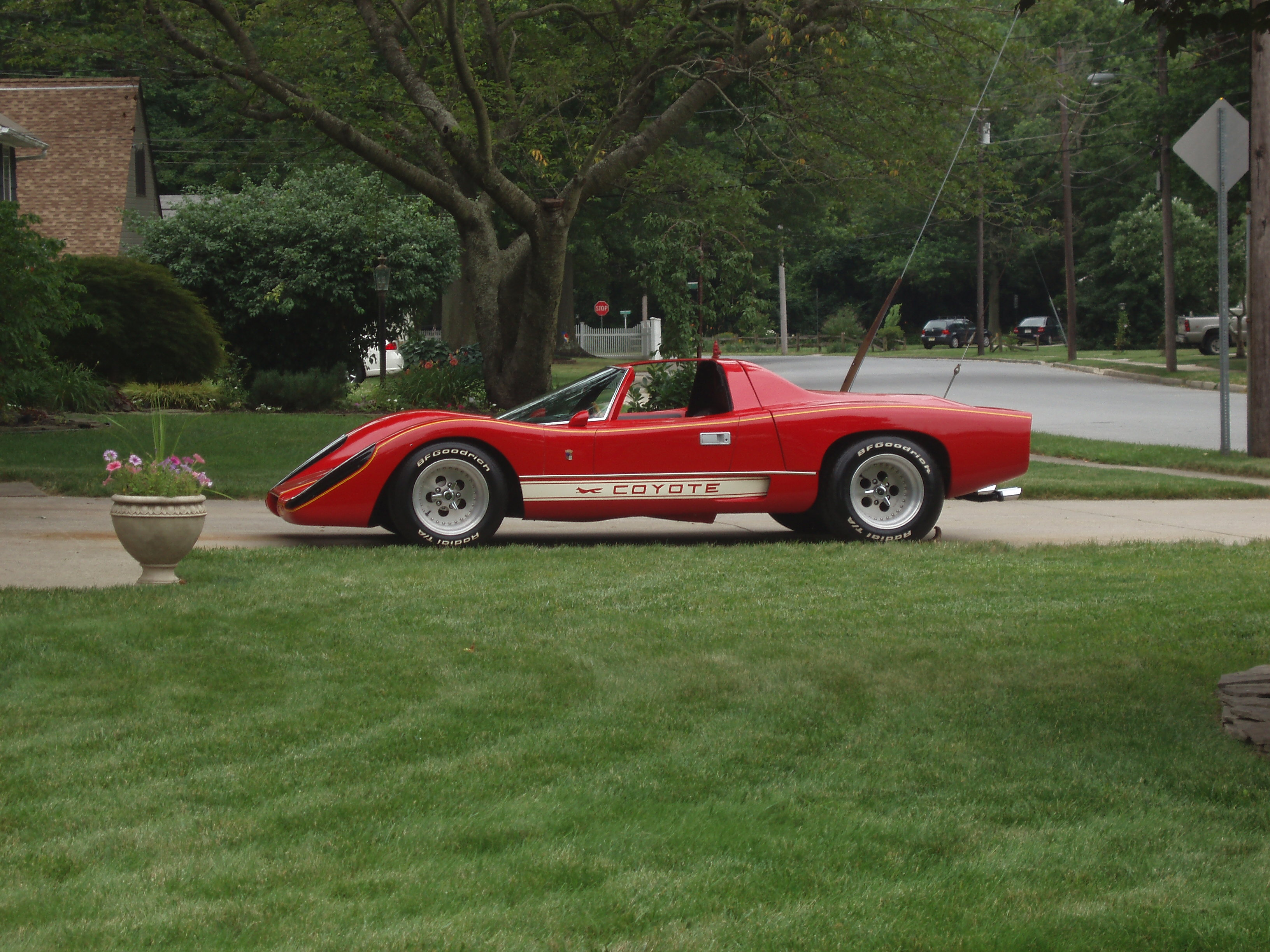
El coche de la primera temporada en la entrada una casa en Nueva Jersey en 2008 (en Nueva York al 2019).
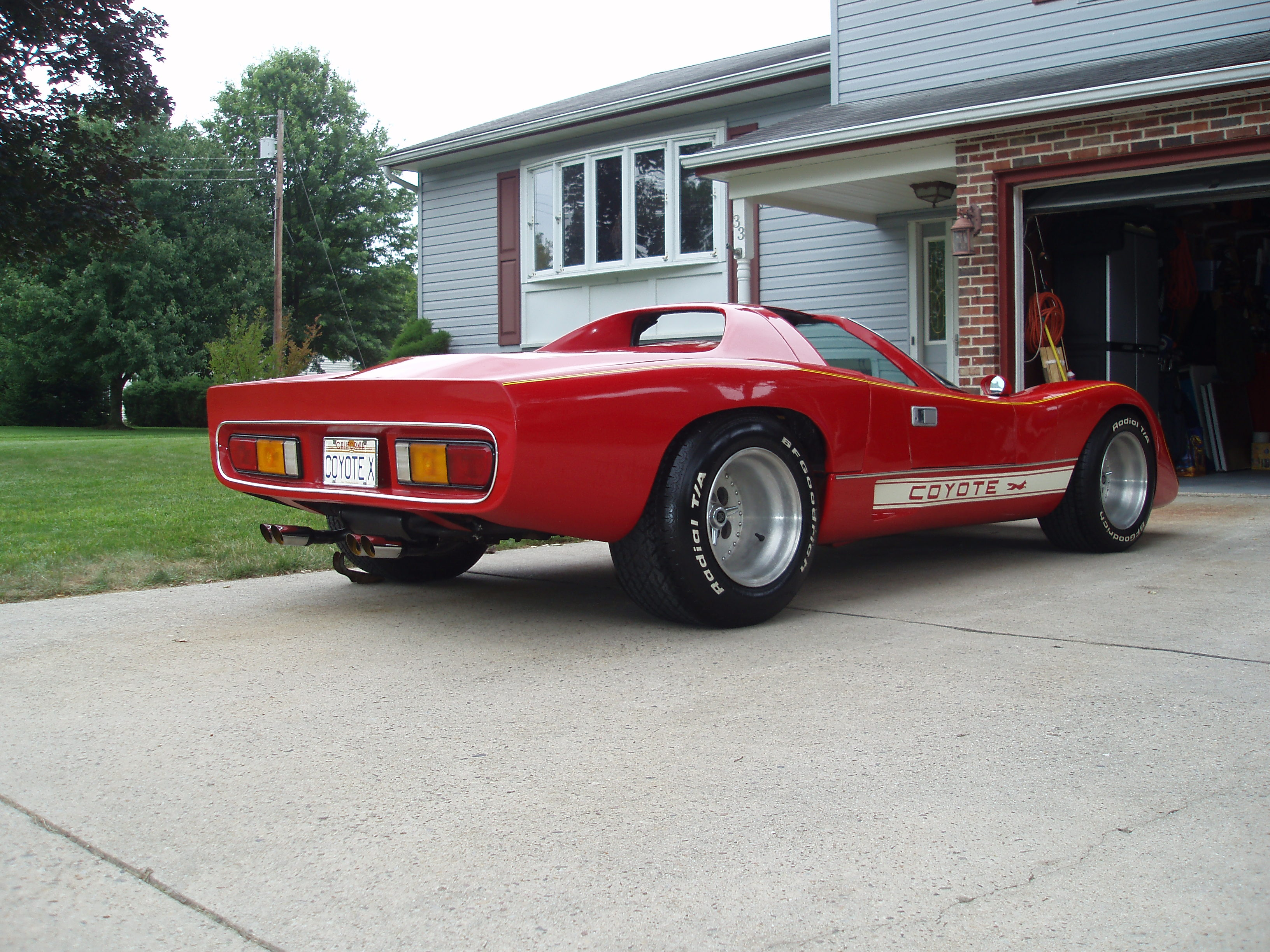
Parte trasera del coche de la primera temporada
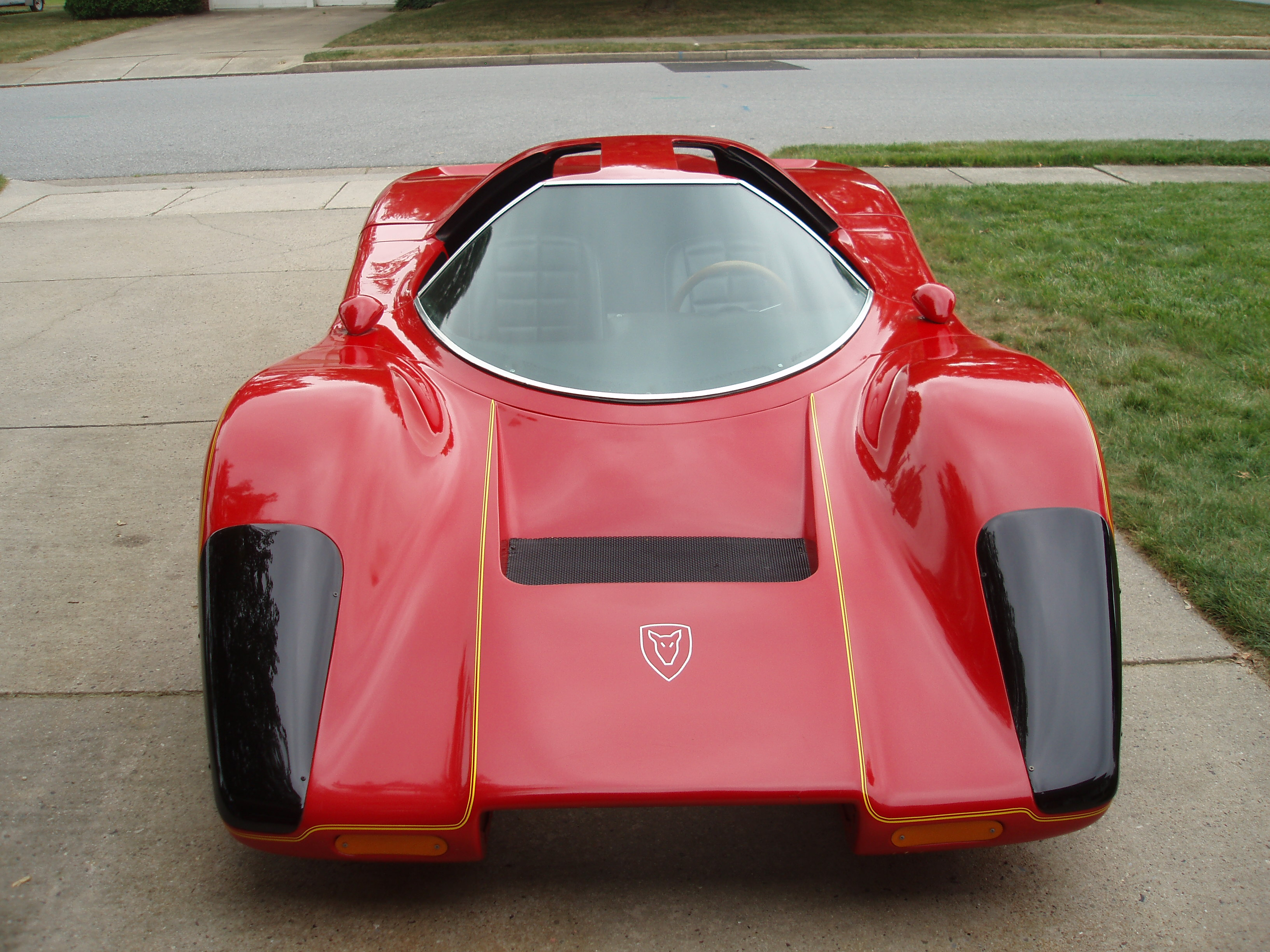
Parte frontal del coche de la primera temporada.

## Recepción

### Calificaciones de Nielsen
- 1983–84: #15 (18.71 calificación)
- 1984–85: #39 (15.82 calificación)[7]
- 1985–86: #52 (13.9 calificación)[8]

## Medios domésticos
Visual Entertainment Inc. (VEI) ha lanzado las tres temporadas de Hardcastle y McCormick en DVD en la Región 1 (sólo Canadá). VEI también lanzó Hardcastle & McCormick: The Complete Series en DVD el 3 de septiembre de 2008. A partir de marzo de 2016, el conjunto completo de DVD está disponible en Amazon.com.
| Nombre del DVD                      | Episodio # | Fecha de lanzamiento    | Información adicional                          |
| ----------------------------------- | ---------- | ----------------------- | ---------------------------------------------- |
| The Complete First Season           | 22         | 14 de febrero de 2006   | - Incluye piloto de 2 horas, «Rolling Thunder» |
| The Complete Second Season          | 22         | 15 de agosto de 2006    | - Toda la música original                      |
| The Complete Third and Final Season | 22         | 30 de octubre de 2007   | - Galería de fotos - Toda la música original   |
| The Complete Series                 | 66         | 3 de septiembre de 2008 |                                                |